# Blatná (přírodní památka)
Blatná je přírodní památka na okraji stejnojmenného města v okrese Strakonice v Jihočeském kraji. Převážně ji tvoří areál Zámecké obory Blatná a vyhlášena byla k ochraně populace silně ohroženého brouka páchníka hnědého.

## Historie
Zámecký park v anglickém stylu vznikl u zámku v Blatné z původní lovecké obory na popud Františka Hildprandta v letech 1850–1856. Už v roce 1810 však bylo v jihozápadní části areálu vybudováno umělé návrší se skalami a jeskyněmi. Od poloviny devatenáctého století byli v severozápadní části parku chováni daňci. Po zřízení Zámecké obory Blatná se daňci volně pohybují po celém areálu, který slouží také ke krátkodobé rekreaci obyvatel města a návštěvníků zámku. Krajinářské úpravy parku, v němž jsou ponechány staré solitérní listnaté stromy, a jeho údržba umožnily přežití populace páchníka hnědého.
Chráněné území vyhlásil Krajský úřad Jihočeského kraje v kategorii přírodní památka s účinností od 2. ledna 2014. Překrývá se se stejnojmennou evropsky významnou lokalitou.

## Přírodní poměry
Přírodní památka s rozlohou 43,77 hektaru leží v nadmořské výšce 432–452 metrů v katastrálním území Blatná na jihozápadním okraji města.

### Abiotické poměry
Geologické podloží tvoří neogenní štěrky, písky a jíly, které vyplňují starší sníženiny tvořené granodiority a křemennými diority. Na nich se jako půdní typ vyvinuly různé druhy kambizemí. V geomorfologickém členění Česka přírodní památka leží v celku Blatenská pahorkatina, podcelku Horažďovická pahorkatina a okrsku Blatenská kotlina. Nachází se v ploché nivě řeky Lomnice, která teče přibližně podél severní hranice území. V parku se do ní vlévá strouha, která u Řečického rybníka odbočuje z Lomnice, odvádí vodu drobných přítoků z okolních polí a napájí rybník Naděje.
V rámci Quittovy klasifikace podnebí se přírodní památka nachází v mírně teplé oblasti MT11, pro kterou jsou typické průměrné teploty −2 až −3 °C v lednu a 16–17 °C v červenci. Roční úhrn srážek dosahuje 600–750 milimetrů, počet letních dnů je 40–50, počet mrazových dnů se pohybuje mezi 110 a 130 a sněhová pokrývka zde leží průměrně 50–60 dnů v roce.

### Flóra

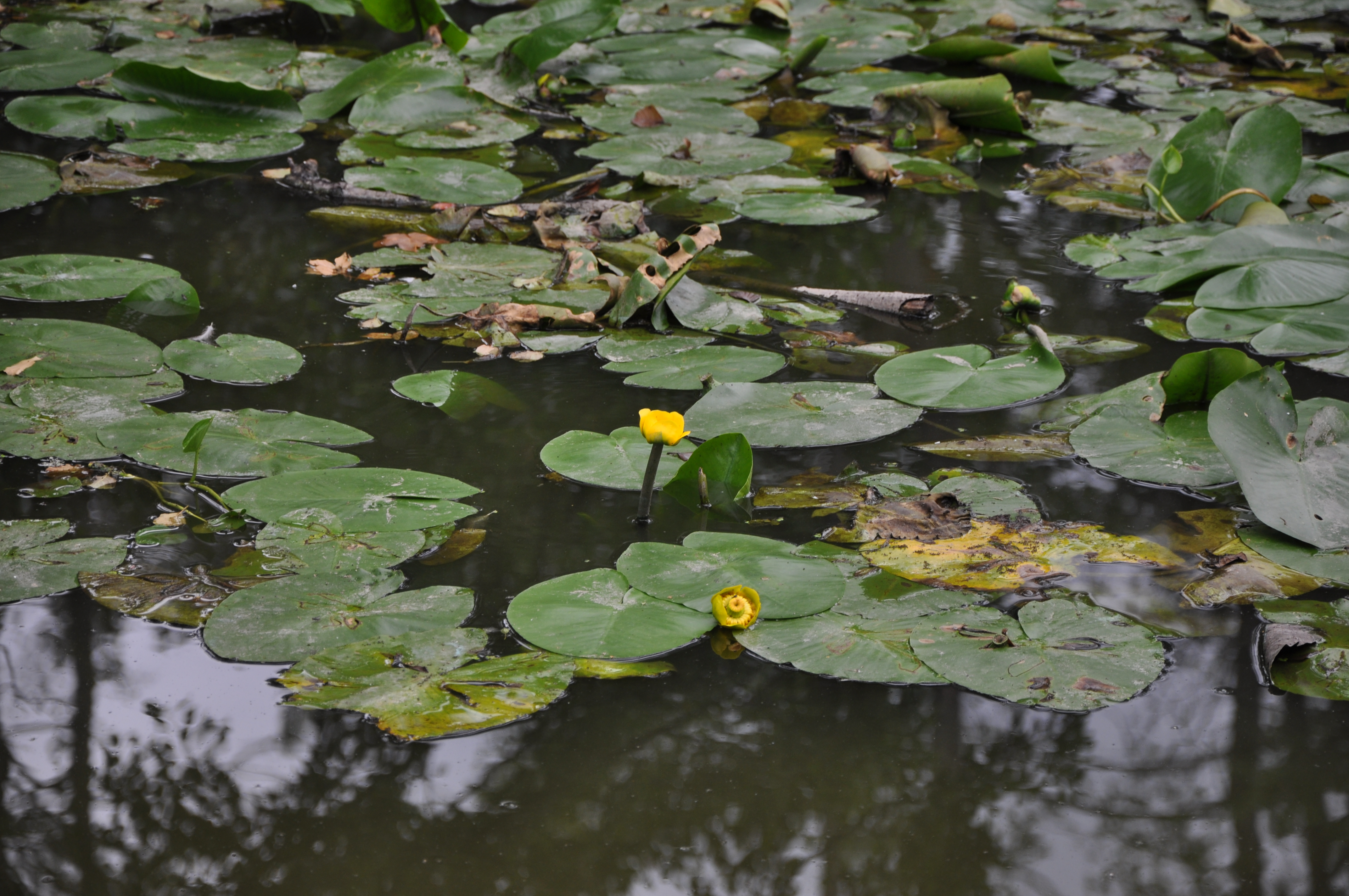
Stulík žlutý v Zámeckém rybníku

Většinu parku porůstá acidofilní bučina, ve které převažují dub letní (Quercus robur), lípa malolistá (Tilia cordata), lípa velkolistá (Tilia platyphyllos), buk lesní (Fagus sylvatica), javor mléč (Acer platanoides), javor klen (Acer pseudoplatanus) a jírovec maďal (Aescullus hippocastanum). V menší míře v parku rostou vtroušené dřeviny jako smrk ztepilý (Picea abies), borovice lesní (Pinus sylvestris), modřín opadavý (Larix decidua) a tis červený (Taxus baccata). V blízkosti rybníka Naděje se nachází malý jasanovoolšový luh. Podél toku Lomnice roste mokřadní olšina s olší lepkavou (Alnus glutinosa). Na travnaté ploše přiléhající k zámku se objevují také solitérní exotické dřeviny.
V původních příkopech a slepých ramenech řeky se udržuje makrofytní vegetace přirozeně eutrofních a mezotrofních vod. V příkopech roste stulík žlutý (Nuphar lutea), v zamokřeném území podél Lomnice se nachází rozsáhlý porost ďáblíku bahenního (Calla palustris) a podél strouhy napájející rybník naději roste ostřice nedošáchor (Carex pseudocyperus).

### Fauna

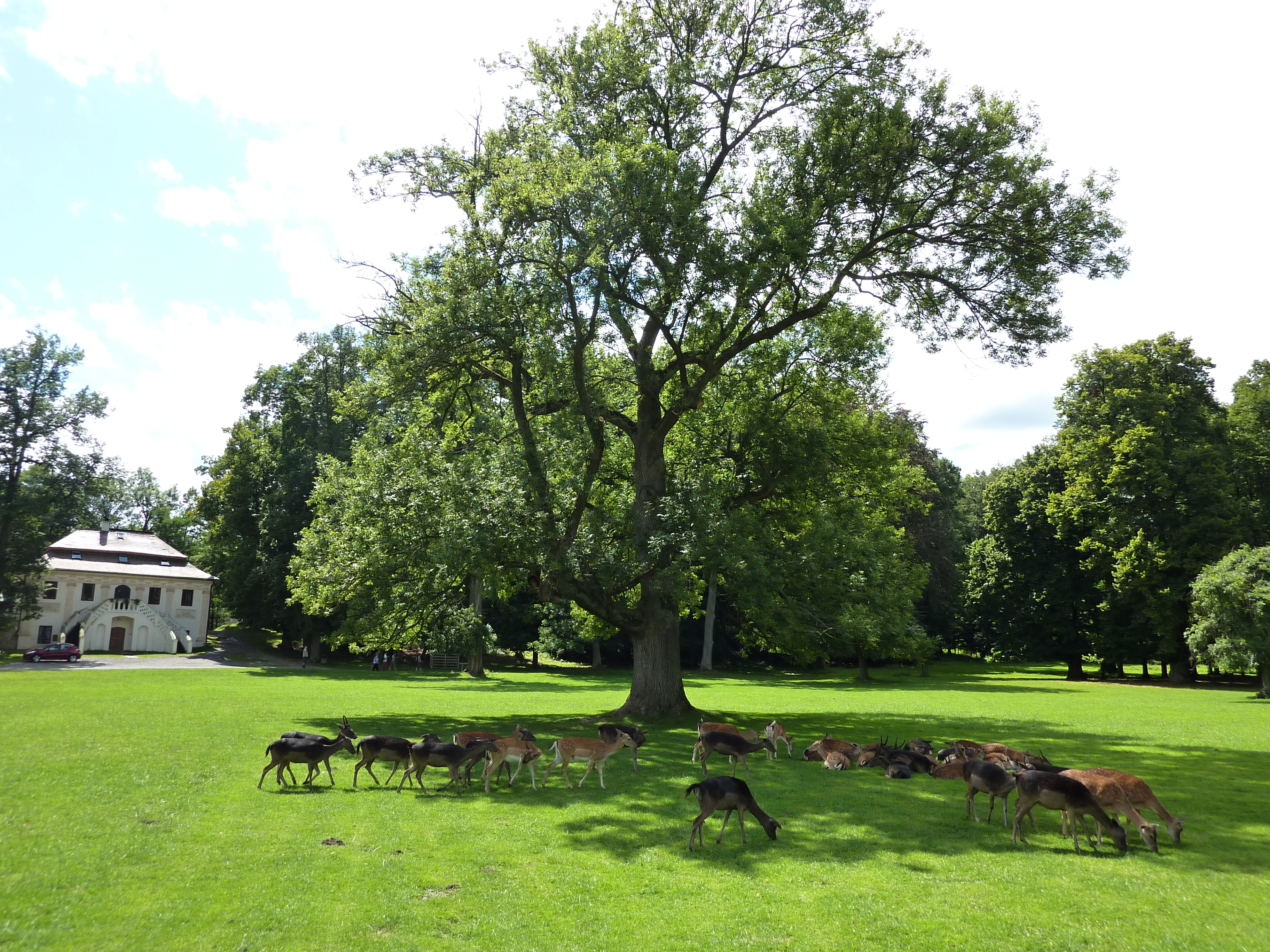
Pro páchníka hnědého jsou důležité staré solitérní stromy s dutinami.

Předmětem ochrany v přírodní památce i evropsky významné lokalitě je populace páchníka hnědého (Osmoderma eremita). Brouk vyhledává dutiny v solitérních listnatých stromech. Blatenská populace nebyla v době zřízení chráněného území příliš početná, ale prostředí poskytovalo dostatek vhodných dutin k osídlení, a tedy i dobrou perspektivu k jejímu rozrůstání. K dalším druhům hmyzu vázaného na mrtvé dřevo v parku patří pýchavkovník červcový (Endomychus coccineus) a potemník Bolitophagus reticulatus a kmenař trouchový (Uloma culinaris). Z ostatních druhů hmyzu je v oboře hojný čmelák zemní (Bombus terrestris), mravenec otročící (Formica fusca) a mravenec Formica rufibarbis. 
Stojatké vody, mokřady a vlhké prostředí lesa poskytuje vhodný životní prostor pro obojživelníky. Z nich se nejčastěji vyskytuje skokan zelený (Pelophylax esculentus), dále ropucha obecná (Bufo bufo), skokan hnědý (Rana temporaria), a v okolí Lomnice vzácně skokan štíhlý (Rana dalmatina). Stejné prostředí využívá užovka obojková (Natrix natrix). Hojně se vyskytuje ještěrka obecná (Lacerta agilis) a jednotlivě také slepýš křehký (Anguis fragilis).
Kombinace světlých a lužních lesů, mokřadů a rybníků vyhovuje řadě ptačích druhů, které v oboře hnízdí nebo ji využívají při shánění potravy. Jsou to datel černý (Dryocopus martius), lejsek bělokrký (Ficedula albicollis), lejsek šedý (Muscicapa striata), strakapoud prostřední (Dendrocopos medius), potápka malá (Tachybaptus ruficollis), čáp bílý (Ciconia ciconia), krahujec obecný (Accipiter nisus), kopřivka obecná (Anas strepera), ledňáček říční (Alcedo atthis), pisík obecný (Actitis hypoleucos), žluna zelená (Picus viridis) a žluva hajní (Oriolus oriolus).